# Altingia
Altingia Noronha  é um género botânico pertencente à família Altingiaceae.
O gênero é nativo do sudeste da Ásia, em Butão, Cambodja, sul da China, Índia, Indonésia, Laos, Malásia, Birmânia, Tailândia, e Vietnã.

## Sinonímia
- Sedgwickia [Griff.]

## Espécies
| - Altingia chinensis - Altingia excelsa - Altingia gracilipes - Altingia multinervis - Altingia obovata | - Altingia poilanei - Altingia siamensis - Altingia tenuifolia - Altingia yunnanensis |

- Lista completa